# Asesinato de Fernando Báez Sosa
El asesinato de Fernando Báez Sosa (hecho también conocido en los medios como el crimen de los rugbiers o el crimen de Villa Gesell) se refiere a un caso delictivo cometido en la madrugada del 18 de enero de 2020 en el balneario argentino de Villa Gesell. La víctima, un joven de 18 años, fue asesinado a puñetazos y patadas por parte de un grupo de hombres jóvenes —en su mayoría jugadores de rugby— a la salida de un local bailable en la vía pública, a causa de una discusión que se había producido minutos antes dentro del establecimiento.
El crimen de Fernando cobró relevancia a nivel nacional en Argentina, pocas horas después de sucedido, por la difusión de las imágenes de la golpiza en redes sociales y por la violenta naturaleza del suceso. Fue el asesinato más filmado en la historia criminal argentina.
El día 18 de febrero de 2020 se realizó una convocatoria a nivel nacional con epicentro en el Congreso de la Nación Argentina, para repudiar el asesinato de Fernando y pedir justicia por su caso.
El 6 de febrero de 2023 se dictó sentencia de primera instancia, condenando a cinco de los acusados en calidad de coautores de homicidio doblemente agravado por el concurso premeditado de dos o más personas y alevosía, debiendo cumplir la pena de cadena perpetua, y a otros tres como partícipes secundarios, con una pena de quince años de prisión.

## Los hechos
Fernando Báez Sosa, de 18 años, llegó a Villa Gesell el jueves 16 de enero de 2020. Su plan era permanecer unos días allí con varios amigos de la escuela secundaria y con su novia Julieta. Báez Sosa y sus amigos se hospedaron en el hostel Hola Ola, en Paseo 105 y Av. 5, donde permanecerían hasta el 23 de enero. Cerca de las 19:00 (UTC-3) del viernes 17 de enero, Fernando y sus amigos decidieron que irían a la discoteca Le Brique, ubicada en Av. 3 y Paseo 102 de la localidad balnearia, lugar al que llegaron a la 1:30 h, aproximadamente.
Los jóvenes rugbiers de Zárate habían ido a Villa Gesell a pasar sus vacaciones. Diez de ellos alquilaron una casa juntos, y el undécimo no se quedaba con ellos pero sí se reunía para las salidas. El grupo tenía antecedentes de peleas grupales en las discotecas y acoso a otros jóvenes, con componentes racistas y clasistas. Esa noche decidieron ir a la discoteca Le Brique y llegaron al lugar aproximadamente a 
las 3:00 h. 
Según la sentencia de primera instancia, a las 4:30 h hubo una pelea en el interior de la discoteca Le Brique, en la que Fernando Báez Sosa le propinó un golpe en el estómago a Máximo Thomsen que lo derribó al piso. Debido a esa razón los guardias de seguridad expulsan a Fernando y Máximo del local. Fernando aceptó tranquilamente la decisión, sin embargo, Máximo se alteró mucho.
Luego de ser expulsado, Fernando decidió quedarse enfrente del boliche junto a doce amigos (Lucas Filardi, Julián Besuzo, Juan Manuel Pereyra Rozas, Santiago Corbo, Julián García, Lucas Begide, Tomás D'Alessandro, Federico Tavarozzi, Federico Raulera, Ignacio Vaudagna, Franco Cervera, Luciano Nonamaison), tomando un helado y esperando que saliera el resto del grupo. Diez minutos después, a las 4:44, Fernando fue atacado primero por Juan Manuel Pereyra Rozas y luego por Enzo Comelli y Ciro Pertossi, uno de frente y otro por la espalda, a la vez que otros cuatro atacaron al resto del grupo de la víctima. 
El ataque duró 50 segundos y en su transcurso causaron la caída al suelo de Fernando donde, al menos cinco atacantes, le propinaron patadas en la cabeza y en el cuerpo, aún después de quedar inconsciente, causándole la muerte por hemorragia cerebral masiva. El inicio del ataque fue registrado por uno de los atacantes, Lucas Pertossi, mediante la cámara de su teléfono celular. El video del asesinato de Fernando se viralizó por Twitter y YouTube durante la madrugada.
Otros miembros del grupo golpearon a sus amigos, impidiéndoles acercarse a la víctima. Un amigo de Fernando, Tomás, también tuvo lesiones leves. Los testigos declararon que el ataque incluyó manifestaciones racistas como «¡Tomá negro!», o «A ver si seguís pegando, negro de mierda».

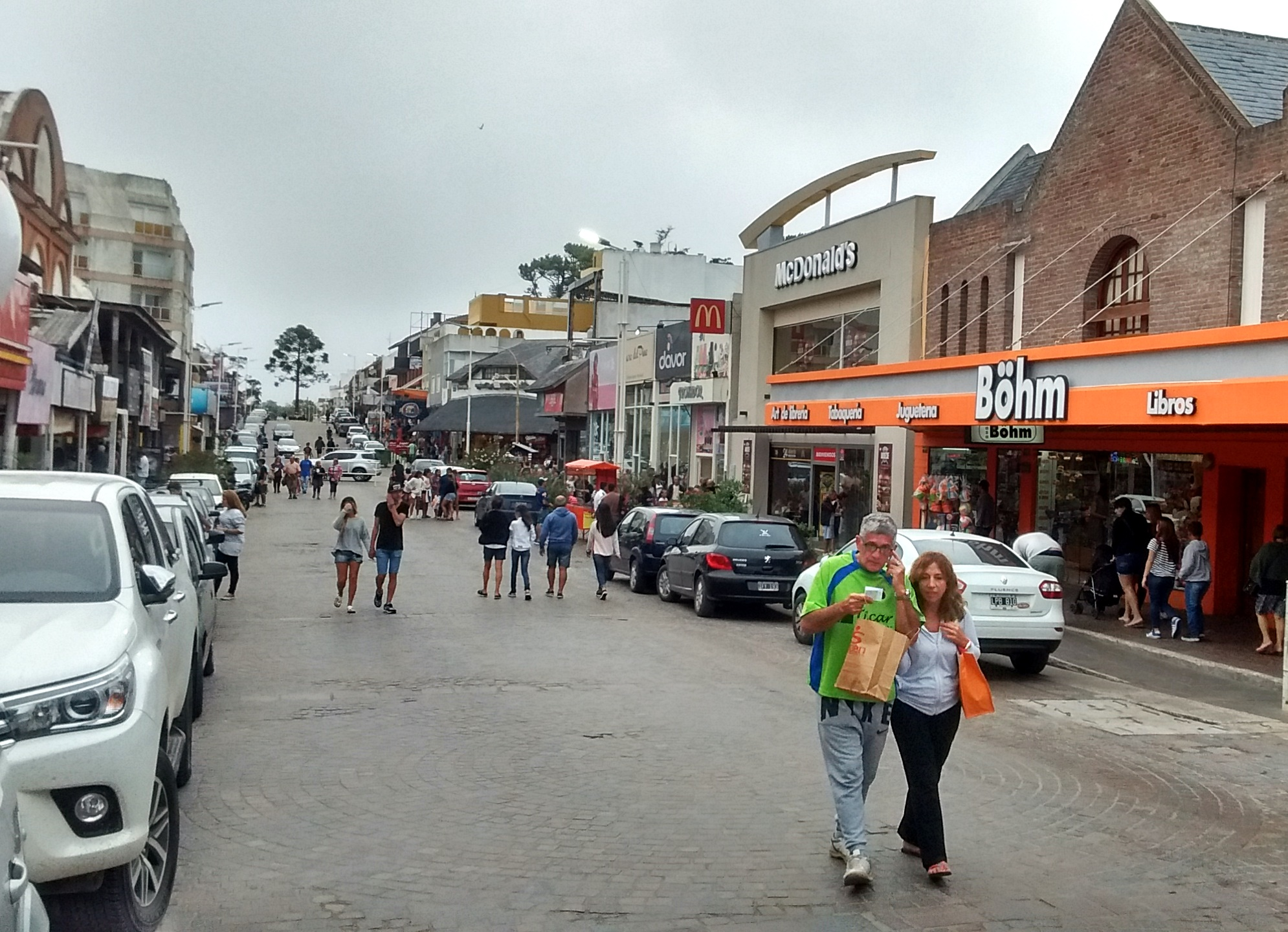
El McDonald's (derecha) en la que los asesinos acudieron tras los hechos, ubicado sobre la Avenida 3, a pocas cuadras de la escena del crimen.

Después de consumado el asesinato, los rugbiers volvieron al lugar donde estaban alojados alardeando en voz alta lo sucedido y fueron escuchados por una empleada de un hotel cercano, cuyo testimonio sirvió para la detención de estos jóvenes horas más tarde. Se deshicieron de restos de sangre de su vestimenta y a las 5:30 de la madrugada, el grupo fue captado por las cámaras de seguridad en un establecimiento de McDonald's.
La atención mediática recalcó la percibida falta de empatía de los rugbiers, luego de haber matado a Fernando. Se encontró una selfie del grupo, tomada veinte minutos después del crimen, en el que los atacantes posan sonrientes y con pulgares arriba, además de que se filtraron conversaciones mantenidas por el grupo de imputados, siendo lo más destacado el mensaje de voz que envió Lucas Pertossi, donde dice que Fernando «caducó», aludiendo a que el grupo ya tenía conocimiento de que Fernando estaba muerto cuando lo abandonaron.
A las 10:38, los rugbiers fueron detenidos por la policía bonaerense.

## La víctima
Fernando José Báez Sosa (Buenos Aires, 2 de marzo de 2001 - Villa Gesell, 18 de enero de 2020) fue un estudiante argentino de derecho de 18 años de edad y víctima de homicidio. Báez Sosa nació en Buenos Aires el 2 de marzo de 2001. Era el único hijo del matrimonio de Silvino Báez, portero del edificio donde residen, y Graciela Sosa, cuidadora de ancianos; ambos inmigrantes paraguayos, originarios de Carapeguá, radicados en la Argentina. Báez Sosa residía en el barrio porteño de Recoleta junto a sus padres. Asistió al colegio Marianistas de Caballito como alumno becado debido a que su familia no podía afrontar el costo de la cuota mensual. Egresó de dicha institución con un Bachiller orientado en Humanidades y Ciencias Sociales a fines de 2018.
Después de finalizados sus estudios secundarios, en 2019 comenzó y completó las seis materias del Ciclo Básico Común en la Universidad de Buenos Aires para ingresar a la carrera de Derecho. Su madre comentó que en varias oportunidades el joven manifestó su admiración por el abogado mediático Fernando Burlando, quien tomó el caso de su asesinato ad honorem, constituyéndose en el abogado representante de los padres en la querella por el asesinato de su hijo. Fernando tenía una novia, Julieta Rossi, con quien estudiaba Derecho, y habría cumplido diez meses de relación amorosa unos pocos días después de su asesinato.
Luego de su muerte, sus restos fueron velados en el colegio del cual fue alumno y posteriormente cremado en el cementerio de la Chacarita.

## Los imputados

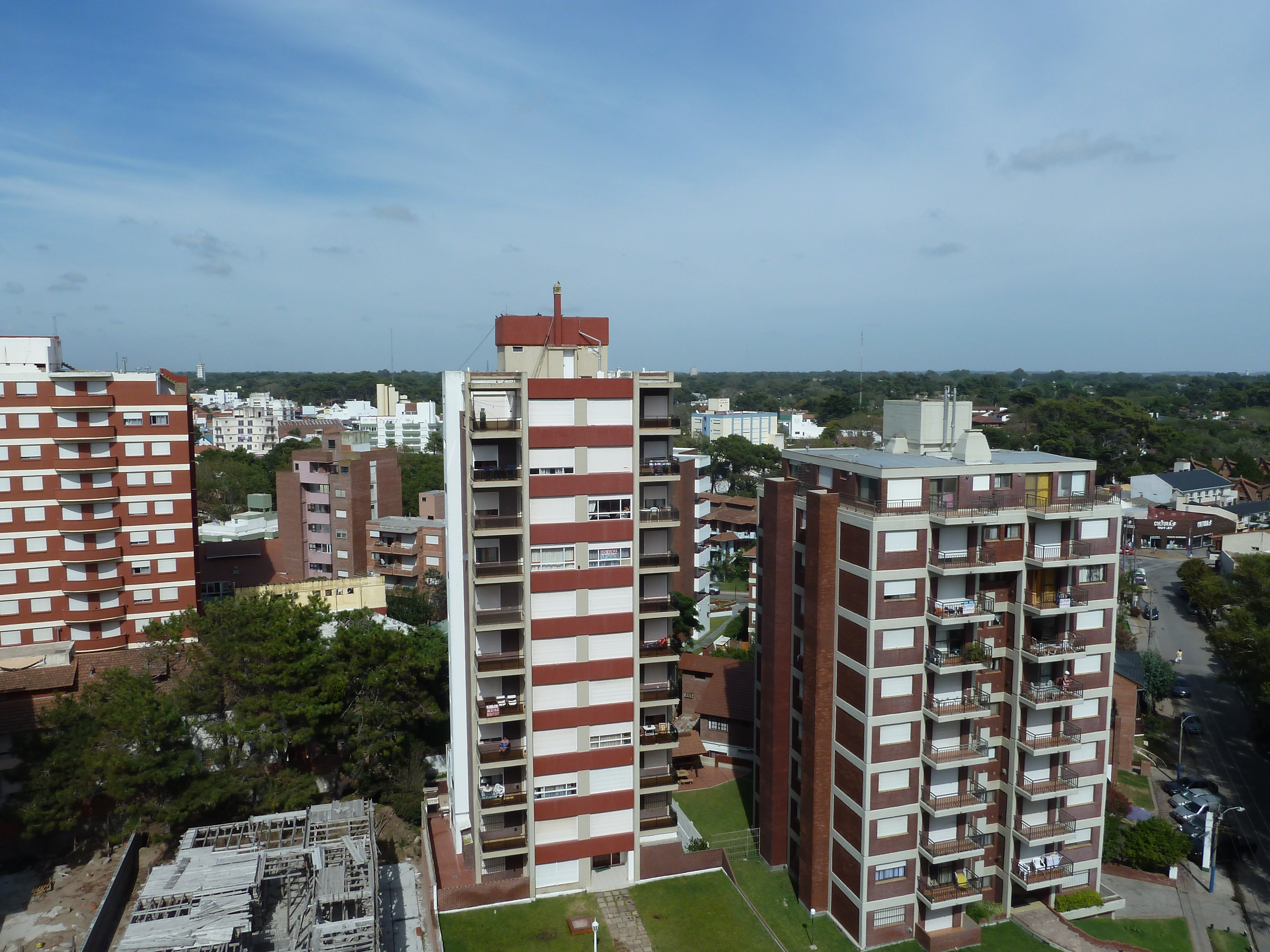
Villa Gesell, localidad donde ocurrió el crimen.

Diez personas fueron imputadas por el asesinato de Fernando Báez Sosa (edades a la fecha del crimen):
1. Luciano Pertossi (18 años)
2. Blas Cinalli (18 años)
3. Ciro Pertossi (19 años)
4. Enzo Tomás Comelli (19 años)
5. Máximo Pablo Thomsen (20 años)
6. Matías Franco Benicelli (20 años)
7. Ayrton Michael Viollaz (20 años)
8. Lucas Fidel Pertossi (20 años)
9. Juan Pedro Guarino
10. Alejo Milanesi

En la etapa investigativa, los primeros ocho fueron finalmente procesados y considerados presuntamente culpables por Juzgado de Garantías n.° 6 de la Ciudad de Dolores, a petición de la fiscalía de investigación. Todos originarios de la localidad bonaerense de Zárate, a 90 kilómetros de la capital argentina. La prensa argentina los denominó como los «rugbiers», debido a que casi todos los imputados jugaban al rugby en el Club Náutico Arsenal Zárate.
Máximo Thomsen, considerado como el líder del grupo, era el más destacado deportivamente y se desempeñaba desde 2017 en el Club Atlético de San Isidro (CASI). Además, en 2016, diarios de la zona local de Zárate llegaron a titular a Thomsen como un "futuro Puma".

## Etapa de investigación judicial
Durante la investigación se precisaron a partir de las pruebas las conductas que tuvieron los imputados, quedando finalmente comprometidos ocho de ellos.

### Tramitación de la investigación
Luego de ser detenidos, tras decidir no declarar en la fiscalía de Villa Gesell, cinco de los jóvenes fueron trasladados a Pinamar, mientras que el resto se quedó en la ciudad balnearia. Mientras tanto, se comenzaban a recabar las primeras pruebas, como los videos filmados por testigos y por cámaras de seguridad del local de baile y de la calle.
En la casa alquilada por los rugbiers, se encontraron prendas de vestir y zapatos manchados de sangre, de los cuales un par le pertenece a Máximo Thomsen. Se envió a una prueba de escopometría a cargo de la Policía de Tierra de Fuego para verificar si eran sus suelas las que habían impactado en la cabeza de Fernando. Los celulares de los jóvenes fueron confiscados y enviados a peritaje en un laboratorio de Mar del Plata, para luego darse a conocer que uno de los rugbiers detenidos había grabado el ataque. También declararon los principales testigos, entre ellos los amigos de Fernando. 
Los resultados de la autopsia determinaron que Fernando Báez Sosa murió por un shock neurogénico que provocó hemorragias internas debido a múltiples golpes.
Durante las semanas siguientes se llevaron a cabo las ruedas de reconocimiento de los detenidos, para determinar con exactitud el rol de cada uno de los rugbiers, en donde todos ellos fueron reconocidos, excepto Milanesi.
En un primer momento se habló de una carátula de homicidio en riña, pero al pasar los días la fiscal los imputó por homicidio calificado por el concurso premeditado de dos o más personas, lo cual prevé una pena de cadena perpetua. Dos de los detenidos, Thomsen y Ciro Pertossi, fueron imputados como coautores del crimen, mientras que a los otros ocho se les asignó la imputación de «partícipes necesarios». A partir de entonces, fueron trasladados al Penal de Dolores. Mientras tanto, seguían surgiendo videos y mensajes en los que se podía esclarecer mejor el rol de cada uno y lo que hicieron después del homicidio.
El 10 de febrero de 2020, la fiscal Verónica Zamboni solicitó prisión preventiva para ocho de los diez imputados (Thomsen, Ciro Pertossi, Lucas Pertossi, Benicelli, Cinalli, Comelli, Viollaz y Luciano Pertossi), y pidió la libertad provisional por supuesta «falta de méritos», para Milanesi (quien no había sido reconocido en las ruedas de reconocimiento) y Guarino (quien se habría manifestado como sujeto pasivo), ya que no se encontró evidencia suficiente para ubicarlos en el lugar, en el momento de la agresión a Fernando. Sin embargo, continuaron imputados y sometidos al proceso en libertad.
Días después, el juez de garantías solicitó un cambio de carátula a «homicidio doblemente agravado por concurso premeditado de dos o más personas y alevosía», hecho cuestionado desde el punto de vista jurídico ya que el juez debe atenerse a lo propuesto por la fiscal, de lo contrario se viola el principio de congruencia; además esta nueva imputación no se les informó a los implicados al momento de la detención. El día anterior a la multitudinaria marcha de pedido de justicia por Fernando, la fiscal amplió la imputación de «coautores» a los ocho rugbiers que continuaron detenidos, quedando en libertad Guarino y Milanesi en condición de «partícipes necesarios».
El 13 de marzo de 2020, los jóvenes zarateños fueron trasladados al penal de Melchor Romero, ubicados en celdas de a dos, para la realización de las pericias psicológicas que fueron suspendidas debido a la situación sanitaria causada por la pandemia del COVID-19.
La Cámara de Apelaciones y Garantías de Dolores ratificó la prisión preventiva de los ocho jóvenes detenidos en abril de 2020 luego de solicitudes de la parte acusada del otorgamiento de prisión domiciliaria. Así mismo mantuvo la carátula de homicidio doblemente agravado y respaldó el trabajo de la fiscal Zamboni. La única modificación que realizó fue que consideró presunta y precariamente, que Thomsen y Ciro Pertossi podrían ser considerados coautores y los otros seis detenidos partícipes necesarios, mientras que Milanesi y Guarino no debían ser imputados en la participación del hecho, razón por la cual tiempo después fueron sobreseídos de la causa.

### Detención y liberación de Pablo Ventura
Doce horas después del crimen fue detenido en Zárate, Pablo Ventura, acusado por la fiscalía de haber integrado el grupo que atacó a Fernando Sosa. Según diversas fuentes, la fiscalía obró de ese modo debido a que uno o más detenidos mencionaron el nombre de Pablo Ventura como parte del grupo y propietario de prendas que tenían sangre, aunque las supuestas declaraciones no figuran en el expediente.
Ventura fue trasladado esposado a Villa Gesell y permaneció cuatro días preso, hasta que la fiscalía verificó que no había causa alguna para detenerlo. En un primer momento la fiscal del caso, Verónica Zamboni, puso en duda su testimonio ya que las cámaras de seguridad captaron a un automóvil igual al de la familia de Pablo volviendo de la Costa Atlántica, y el joven tenía un pasaje para viajar a Uruguay.
Días más tarde, la justicia pudo comprobar que Ventura había estado cenando en un restaurante de su ciudad y que el viaje fuera del país que tenía planeado estaba agendado desde septiembre de 2019. De todos modos, Ventura continuó imputado por la fiscalía hasta que, tres semanas después, luego de asistir a ruedas de reconocimiento en las cuales nadie lo reconoció como miembro del grupo atacante, fue sobreseído de la causa. Terminado el peritaje de los teléfonos celulares de los imputados, se encontraron varios memes con la cara de Ventura e insultos, sugiriendo un acoso por parte de los imputados contra Ventura.
En 2021, Pablo Ventura y su familia demandaron al Poder Judicial y al Ministerio Público Fiscal de la Provincia de Buenos Aires por diez millones de pesos argentinos (aproximadamente cien mil dólares) por daños y perjuicios; y por detención ilegítima, arbitraria y negligente; sin que existiera ninguna mínima acreditación formal para ello.
En la quinta jornada del juicio llevado a cabo en Dolores, el policía bonaerense Mariano Rolando Vivas declaró que fue Máximo Thomsen, el dueño de la zapatilla manchada con sangre de Fernando hallada en su vivienda alquilada, quien acusó a Pablo Ventura, sin que quedara constatado de ello en el expediente.

### Procesados
Finalmente, fueron ocho individuos de sexo masculino los que quedaron en situación de «procesados» con prisión preventiva, siendo sospechosos con semiplena prueba de ser responsables del crimen:
- Máximo Thomsen es señalado como quien le propinó a Fernando golpes de puño y patadas en la cabeza, por lo menos dos, cuando este estaba ya tirado en el suelo.[3] Es considerado como el líder de facto debido a que se ve filmado golpeando y huyendo de la escena del crimen, erráticamente, según testigos. El informe del estudio escopométrico reveló que la impronta de una zapatilla en la cara de la víctima la dejó Thomsen, confirmando que la sangre era la de Fernando. Esta fue encontrada en la casa por agentes policiales.[84] Posteriormente se encontraría sangre en su camisa y la propia mano derecha de Thomsen.
- A Ciro Pertossi se lo observa atacando a Fernando por la espalda en la filmación tomada por Lucas Pertossi, dándole golpes de puños, además de ser quien lo derriba. Se halló sangre de la víctima en su ropa.
- Enzo Comelli fue también apreciado en el video de Lucas Pertossi. Es uno de los primeros atacantes junto a Ciro. Luego se lo sitúa golpeando a los compañeros de Fernando.
- Blas Cinalli aparece en los vídeos y se lo puede observar golpeando a Tomás con golpes de puño y patadas. Tenía un rol secundario hasta que el resultado de la pericia lo ubicó como agresor del asesinado. Se encontró material genético de Blas en una de las uñas de Fernando.[85]
- A Matías Benicelli se lo responsabiliza por arengar en el medio de la golpiza a Fernando y Tomás. En un peritaje de ADN se encontró sangre de la víctima en su camisa y zapatilla.[86]
- Luciano Pertossi participó en la pelea adentro del boliche, sus prendas se encontraban dañadas. Él y Alejo fueron expulsados por una puerta distinta al resto de los imputados. Llegó tarde al ataque y se lo puede observar en los vídeos dándole golpes a un amigo de Fernando, Tomás D'Alessandro, hasta dejarlo tirado sobre el capó de un auto. La fiscal lo ubica golpeando a los amigos, aunque luego se halló sangre de la víctima en su camisa, confirmando su participación en el asesinato.
- Lucas Pertossi filmaba los ataques del grupo cada vez que tomaban lugar.[3] Filmó el comienzo del ataque para luego sumarse al mismo y se lo coloca como agresor de Fernando.
- Ayrton Viollaz es el único que al momento de la detención no tenía celular, ya que lo habría vendido para poder viajar con sus amigos. Su rol es, al igual que en el caso de Matías Benicelli, de «arengador». No se lo sitúa golpeando a Fernando ni tampoco a sus amigos. A pesar de esto, estaba muy cerca de Thomsen al momento de la golpiza.

### Falta de mérito para Guarino y Milanesi
Imputados en un inicio y luego sobreseídos por falta de mérito:
- Juan Pedro Guarino estaba con el grupo en el boliche y en el momento de la expulsión. En el ataque se lo puede ver cruzado de brazos, con un buzo en sus hombros, a metros del hecho. Espera a sus amigos y se va con ellos del boliche hasta la casa que alquilaban. Le manda un mensaje a su novia, diciendo que se vuelve a Zárate. Fue liberado por falta de mérito en el ataque. Declaró como testigo. La Fiscalía consideró que omitió información valiosa al momento de su declaración y solicitó la apertura de una causa por perjurio, lo cual no fue otorgado por el tribunal, poniendo el expediente a su disposición «para lo que estimen corresponder» (punto tres del fallo).[87][88]
- Alejo Milanesi es el único rugbier que no fue reconocido en la rueda de reconocimiento y tampoco es ubicado en la escena del crimen. Debido a que él y Luciano fueron expulsados por otra salida de la discoteca, se cree que nunca llegó a la pelea. Se lo observa esperando al resto y caminando con Ayrton hacia su alojamiento. Al igual que Guarino, y por intercesión de representantes penalistas provenientes de Madrid que colaboraron en la causa junto a su abogado fue liberado por falta de mérito. Estaba convocado para testificar pero por acuerdo entre la querella y defensa se prescindió.

### Decisión de no imputar a Colazo
A Tomás Colazo, inicialmente se lo conoció como «rugbier número 11» y se mantuvo su identidad en reserva debido a que, al momento de los hechos, era menor de edad. Tomás era amigo de los miembros de los atacantes y se encontraba veraneando con sus padres en Villa Gesell y fue a la discoteque con sus conocidos. Se lo ve caminando con los acusados hasta la casa y hay una foto entre ellos. 
En el hecho se le observa en las cercanías, pero sin tomar ningún rol activo, inclusive, sujetando a Thomsen de un hombro para que deje de golpear a la víctima, por ello, no fue imputado. Colazo declaró como testigo en el juicio, sin embargo, la fiscalía, al igual que la declaración de Guarino, consideró que omitió información valiosa al momento de su declaración y solicitó la apertura de una causa por perjurio, lo cual no fue otorgado por el tribunal, que ordenó en el punto tres del fallo poner el expediente a su disposición «para lo que estimen corresponder».

## El juicio

### Tribunal
Resultó competente el Tribunal en lo Criminal N°1 de Dolores (departamento judicial en el que se encuentra Villa Gesell donde fue cometido el delito), integrado por la presidenta María Claudia Castro y los jueces Christian Rabaia y Emiliano Lázzari.

### Inicio y partes

#### Parte acusatoria
- Fiscalía. Entendió la Fiscalía de Juicio n.° 8, a cargo del fiscal Juan Manuel Dávila.
- Querella. Intervinieron como «particulares damnificados» los padres de la víctima, Silvino Báez y Graciela Sosa, que fueron representados por los abogados Fernando Burlando, Fabián y Facundo Améndola[90][91] y Germán Facio.[92]

#### Parte acusada
Fueron acusados ocho hombres: Matías Benicelli, Blas Cinalli, Enzo Comelli, Ciro Pertossi, Lucas Pertossi, Luciano Pertossi, Máximo Thomsen y Ayrton Viollaz. Los acusados decidieron unificar la defensa, designando a tal efecto al abogado Hugo Tomei.

### Etapa oral de pruebas
El juicio oral comenzó el 2 de enero de 2023, en el cual declararon más de 130 testigos durante dos semanas y media. Mientras que la parte de la defensa de los acusados fue encabezada por el doctor Hugo Tomei y la abogada Emilia Pertossi (hermana de los acusados Ciro y Luciano).

### Alegatos
El 18 de enero finalizó la etapa de testigos y muestras de videos, fotografías e ilustraciones y alegatos de terceros acerca del hecho, por lo que se denominó el día miércoles 25 de enero y jueves 26 de enero para los alegatos principales de las partes.
La parte acusatoria alegó el 25 de enero, la petición del doctor Burlando fue sentencia perpetua para todos los acusados, mientras que, la fiscalía del juicio avaló la petición de condena perpetua. En total, el alegato acusatorio duró aproximadamente diez horas.

"La verdad que nunca pensé que estaría en este lugar. Siempre pensé que algún día mi hijo se recibiría y estaría viendo cómo él defendería a la gente, pero nunca que estaría presenciando el asesinado de mi hijo. Nunca me atreví a mirar los videos y acá (durante el juicio) los vi reiteradas veces, como miles de veces. Me costó horrores ver la forma cómo asesinaron a mi hijo. Es una angustia que nunca podré olvidar, cuando mi hijo levantaba la mano implorando piedad mientras le seguían dando patada tras patada y tenía esa sensación como madre de tirarme sobre él, de poder ayudarlo para que esas patadas fueran para mí porque yo daría la vida por mi hijo, un hijo bueno, decente, que nunca creyó en la maldad”
Graciela Sosa, madre de Fernando  ante el tribunal, en sus palabras previas al alegato de la defensa 

La parte acusada dirigida por el defensor Tomei hizo lo mismo el 26 de enero y pidió la absolución de los acusados argumentando que lo imputado no coincide con lo alegado por la parte acusatoria el día anterior. La parte defensora alegó en un total de dos horas. Al finalizar la defensa, tras un cuarto intermedio y el poder de palabra para los ocho acusados, la jueza, María Claudia Castro, informó que el veredicto final se daría el día 6 de febrero de 2023 a las 13:00 h (GMT-3).

“No hay dolo, no se pudo comprobar el plan para matar en esos siete minutos, no hubo estado de indefensión, sí hubo una agresión”, aseguró Tomei, quien además solicitó la nulidad del secuestro de los teléfonos celulares y las prendas de vestir de los imputados al momento de ser detenidos, ya que “no se les comunicó los derechos que los asistían”
Hugo Tomei  ante el tribunal el 26 de enero de 2023

“Quiero pedir perdón a las familias y a las personas afectadas. Me lastima muchísimo porque es un chico de nuestra edad. Ojalá pudiéramos volver el tiempo atrás”, comenzó y en llanto siguió: “Estoy muy arrepentido. Siempre vamos a acatar lo que ustedes decidan”
Máximo Thomsen  en sus últimas palabras frente al tribunal el día 26 de enero de 2023. 

### Veredicto
El día 6 de febrero de 2023 el tribunal leyó el veredicto o fallo (parte dispositiva de la sentencia) y notificó a las partes la sentencia completa, que ese mismo día fue publicada por los medios de comunicación. La lectura del fallo comenzó pasadas las 13:00 (GMT-3). A las 13:21, el defensor Hugo Tomei, pidió la autorización para que los condenados puedan recibir el veredicto de pie y a continuación se comenzó a leer el mismo.
El tribunal decidió por unanimidad condenar a todos los acusados, considerando a cinco de ellos como coautores y a los tres restantes como partícipes secundarios.
Los cinco condenados como coautores fueron Máximo Thomsen, Enzo Comelli, Matías Benicelli, Luciano Pertossi y Ciro Pertossi, por ser «penalmente responsables de los delitos de homicidio doblemente agravado por el concurso premeditado de dos o más personas y por alevosía en concurso ideal con lesiones leves, de conformidad con lo normado por los artículos 80 incisos 2º y 6º, 54, 89 y 45 del código penal». Para ellos se dispuso la pena de cadena perpetua, única contemplada para el delito de homicidio agravado. Tras los dictámenes, la jueza Castro ordenara desalojar la sala por unos seis minutos y pospuso la lectura de las condenas de los partícipes secundarios debido a que, al momento de escuchar su sentencia, el acusado Máximo Thomsen se desmayó en el tribunal. Unos minutos después, se siguió con la lectura, sin su presencia.
Los tres condenados como partícipes secundarios fueron Ayrton Viollaz, Blas Cinalli y Lucas Pertossi, por ser penalmente responsables del delito de «homicidio doblemente agravado por el concurso premeditado de dos o más personas y por alevosía en concurso ideal con lesiones leves, de conformidad con lo normado por los artículos 80 incisos 2º y 6º, 54, 89 y 46 del código penal». A cada uno de ellos el tribunal le impuso la pena de 15 años de prisión.

### Fundamentos del veredicto

#### Causa de la muerte
La sentencia, tomando las conclusiones de las pericias médicas, considera que la muerte de Fernando Báez Sosa se produjo por «paro cardiorrespiratorio por shock neurogénico producto de los múltiples traumatismos de cráneo que generaron una hemorragia masiva intracraneana intraparenquimatosa» (pág. 11). como «consecuencia de los golpes recibidos principalmente en la zona de la cabeza (cráneo) que le produce sangrado con hemorragia masiva» (pág. 108). La sentencia comparte la conclusión del perito médico en el sentido que la muerte fue «instantánea» porque «una hemorragia masiva del cerebro no es compatible con la vida» (pp. 106/107).

#### Mecánica y responsabilidad
La sentencia considera que los acusados acordaron dos planes criminales diferentes de manera sucesiva: 
1) inicialmente, sostuvo el tribunal, los acusados se pusieron de acuerdo para atacar a  Fernando Báez Sosa y sus amigos, con la intención de darle «una golpiza» pero sin intención de matar. Ese plan, considera la sentencia, se cumplió en el momento en que Fernando Báez Sosa cae al piso a causa de los golpes;
2) a partir de la caída al piso de Fernando, en los segundos siguientes, todos los acusados habrían acordado un nuevo plan que consistía en proceder a «darle muerte». Este segundo plan, según la sentencia, es el que constituye la «premeditación» del inciso 6° del artículo 80 del Código Penal («Con el concurso premeditado de dos o más personas»), una de las dos causales que el tribunal toma para considerar que hubo homicidio agravado (con pena única de cadena perpetua) y no homicidio simple (con pena de 8 a 25 años de prisión). 
La sentencia estableció que los golpes propinados a Fernando Báez Sosa en el piso se dieron en un espacio de 50 segundos.
El tribunal consideró que los autores del homicidio fueron los hombres que patearon y golpearon a Fernando Báez Sosa cuando estaba en el piso indefenso. Considera probado que esas personas fueron Máximo Thomsen, Enzo Comelli, Matías Benicelli, Luciano Pertossi y Ciro Pertossi. Las pruebas que utiliza para esa atribución personal son los videos, testimonios y restos de sangre y ADN de Fernando Báez Sosa en la vestimenta de los acusados. La sentencia explica que la pericia encontró ADN de Lucas Pertossi en la uña del dedo meñique de Fernando Báez Sosa, pero que, al no encontrar pruebas directas que indiquen sin dudas que fue uno de los que golpearon a la víctima, no podía descartarse que esos restos de ADN hubieran sido transferidos cuando se pelearon antes, en el interior del local bailable.
El tribunal considera también que hubo un segundo agravante del homicidio, la alevosía (inciso 2°, art. 80, Código Penal). Para el tribunal, en el caso hubo «alevosía por desvalimiento» que comenzó desde momento en que «la víctima cae al piso» y comienzan a golpearlo con una violencia inusitada (pág. 154).
Respecto a los tres acusados considerados «partícipes secundarios», no hubo pruebas de que golpearan a Fernando Báez en el piso, pero aunque sus actos no fueron indispensables para matar a la víctima, tampoco demostraron intención de detener el asesinato.

#### Rechazo de la hipótesis de riña
La sentencia reproduce los testimonios del personal de seguridad que dicen que Fernando Báez Sosa le propinó un golpe en el estómago a Máximo Thomsen que lo tira al piso, motivo por el que serían expulsados del local bailable. Sin embargo, considera que el enfrentamiento fue una «insignificancia». Luego analiza la agresión de los acusados fuera del local y considera que al no haber «acciones de ataque y defensa por parte de los integrantes de cada grupo [...] no se verifica la reciprocidad de las acciones» que requiere la riña (pp. 155/156).

### Opiniones de las partes posteriores al fallo

#### Querella
El abogado defensor Burlando cuestionó la sentencia y la calificó de «débil» por no condenar a todos los acusados a cadena perpetua:

Esto recién comienza. Una justicia débil al momento de evaluar sentencias creo que no es justicia. Personalmente entendemos que los tres acusados que se vieron beneficiados con una condena de 15 años. Es nuestro objetivo de aquí en adelante. El tribunal tuvo clemencia con los acusados.
Fernando Burlando

El padre de  Fernando Báez Sosa declaró:

Fernando nos dio fuerzas para llegar acá, ahora hay que esperar un poco y quedan a cargo los abogados. Creo que a los otros tres acusados les quedó muy corta la condena, de todas formas nos vamos aliviados.
Silvino Báez

### Recurso de casación
Todas las partes manifestaron por escrito y dentro del plazo legal de siete días, su intención de interponer recurso de casación (art. 448 y siguientes del Código de Procesal Penal de la Provincia de Buenos Aires) contra la sentencia: la defensa para obtener un fallo más beneficioso a los condenados; y la fiscalía y la querella para obtener una pena mayor para los tres condenados a quince años de prisión. El plazo para presentar el recurso es de veinte días hábiles judiciales desde la notificación de la sentencia a cada una de las partes, plazo que se cumpliría el 9 de marzo de 2023 si es que todas las partes fueron notificadas el día que se dictó la sentencia (7 de febrero).
El Tribunal de Casación Penal de la Provincia de Buenos Aires (TCP) tiene un plazo de seis meses para dictar sentencia, a contar desde la adjudicación por sorteo de la sala a la que le corresponde resolver el recurso. Ese plazo puede ser ampliado por seis meses más, en casos complejos (art. 451, CPPBA). La sentencia del TCP puede a su vez ser objeto de recurso extraordinario ante la Suprema Corte de Justicia de Buenos Aires y luego, eventualmente llevar el caso por vía extraordinaria a la Corte Suprema de Justicia de la Nación.

## Repercusiones públicas
- La prensa argentina destinó una importante cantidad de horas durante todo el mes para reportar del caso. El mismo también tuvo gran repercusión en Paraguay, país de donde son oriundos los padres de Fernando y próximo destino al que iban a ir después de que él volviese de las vacaciones.[115]
- La Unión Argentina de Rugby emitió un comunicado donde decía lamentar «el fallecimiento» de Báez Sosa; el término utilizado por la UAR produjo un fuerte repudio en las redes y los medios por descalificar al asesinato como un fallecimiento.[116][117]
- Rosalía Zárate, madre de Thomsen, era secretaria de Obras Públicas del municipio de Zárate. Días después del hecho, presentó su renuncia al cargo.[118] En su declaración ante tribunal, ella alegó haber enfermado de cáncer «debido a la angustia por tantos insultos recibidos».[119] Mientras tanto, el padre de Thomsen declaró que «no son asesinos».[120]
- Lucas Pertossi tiene un hermano llamado Matías, quien está preso por robo calificado en grado de tentativa agravado por el uso de arma de fuego. Los hermanos Ciro y Luciano Pertossi son primos de Lucas y Matías.[121]
- Durante las primeras declaraciones que dio Graciela Sosa, madre de Fernando, dijo que su hijo quería ser el nuevo Fernando Burlando, mediático abogado argentino, lo cual conmovió a Burlando hasta las lágrimas y decidió darle representación legal a la familia.[122]
- El Papa Francisco llamó a los padres de Fernando para manifestarles su apoyo y comentarles que reza por él.[123]
- La mediática argentina Luciana Salazar fue asociada a Máximo Thomsen.[124]
- Presos de otros penales amenazaron a los implicados en el crimen con frases sugerentes como «estamos esperando a los rugbiers»[125]
- Varias semanas se especuló con que el misterioso rugbier 11 fuese el hijo del intendente de Zárate.[126]
- El acusado Luciano Pertossi informó sobre maltratos en la fiscalía.[127]
- Varios de los implicados trataron de mentirosa a la fiscal por ocultarles información y la denuncian penalmente.[128]
- El abogado de los rugbiers, Hugo Tomei, denunció a Fernando Burlando por intimidación y apología del crimen.[129]
- Máximo Thomsen lloró al escuchar a la madre de Fernando Báez Sosa y le pidió perdón en medio del juicio.[130]
- Así está Máximo Thomsen hoy, cuatro años después del crimen de Fernando Báez Sosa